# (13212) Jayleno
(13212) Jayleno (1997 JL13) – planetoida z pasa głównego asteroid okrążająca Słońce w ciągu 3,9 lat w średniej odległości 2,48 j.a. Odkryta 3 maja 1997 roku.